# Кошта Гомиш, Франсишку да
Франсишку да Кошта Гомиш (порт. Francisco da Costa Gomes, МФА (порт.): [fɾɐ̃ˈsiʃku dɐ ˈkɔʃtɐ ˈɡomɨʃ]; 30 июня 1914, Шавиш, Португалия — 31 июля 2001, Лиссабон, Португалия) — португальский политический и военный деятель, президент Португальской Республики в 1974—1976 годах, Председатель Революционного совета Португалии и начальник Генерального штаба португальской армии в период перехода к конституционному правлению после Революции гвоздик 1974 года, маршал Португалии (1981).
Выходец из скромной семьи, он начал военную карьеру в кавалерии, одновременно окончив математический факультет Университета Порту, служил в португальских колониях, был одним из ведущих участников процесса интеграции Португалии в НАТО. Падение военного министра Жулиу Ботелью Мониша в 1961 году привело к смещению Кошты Гомиша с высокого поста в военном министерстве. В течение 1960-х годов он руководил антипартизанскими операциями португальских войск поочерёдно в Мозамбике и Анголе, а в 1972 году возглавил Генеральный штаб армии.
После Революции гвоздик генерал Франсишку да Кошта Гомиш, незадолго до этого вновь впавший в опалу, стал членом Совета национального спасения и заместителем его председателя — президента республики генерала Антониу Себаштьяна Рибейру ди Спинолы, а уже после Сентябрьского кризиса 1974 года сам был назначен президентом Португалии. Ему удавалось лавировать между противоборствующими политическими и армейскими группировками и в самый напряжённый период революционного процесса сохранять общий курс на восстановление в стране конституционного правления.
Передав власть избранному президенту Антониу Рамалью Эанишу, Франсишку да Кошта Гомиш отошёл от активной политики, но продолжил общественную деятельность, став одним из лидеров движения за мир. В 1981 году он стал последним, кто в португальской армии получил звание маршала. Когда в 2001 году Кошта Гомиш скончался, ведущие политики Португалии отмечали, что он стал ключевой фигурой в процессе перехода страны от диктатуры к демократии.
Франсишку да Кошта Гомиш в 1975 году стал первым главой португальского государства, посетившим Советский Союз. Он проявил большой интерес как к революционному прошлому России, так и к её духовной жизни: посетил Троице-Сергиеву лавру и беседовал с патриархом Пименом.

## Биография
Франсишку да Кошта Гомиш родился 30 июня 1914 года в Шавише, провинции Траз-уж-Монтиш и Алту-Дору (ныне округ Вила-Реал Северного региона) на самом севере Португалии в семье Антониу Жозе Гомиша (порт.  António José Gomes ) и Идалины Жулии Морейру да Кошты (порт.  Idalina Júlia Moreira da Costa , 27.05.1880 — 18.02.1967), происходивших из крестьянских семей среднего достатка. Его отец, армейский капитан, скончался 1 июля 1921 года, когда Франсишку только исполнилось 7 лет. Франсишку да Кошта Гомиш был третьим сыном в семье, где было восемь детей. Его старшие братья Энрике (28.11.1901 — 1963) и Антониу (20.01.1903 — 28.05.1974) скончались до того, как тот стал президентом, о его сестре Марии Идалине известно мало.

### Военная и академическая карьера

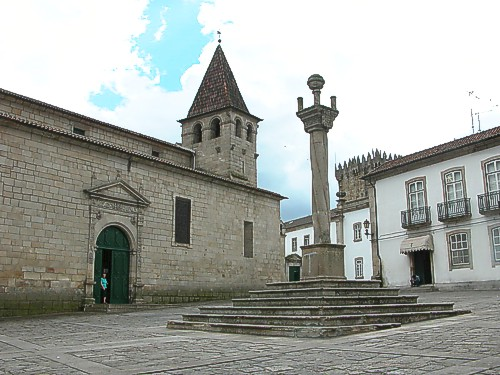
Шавиш. Площадь Пелоринью.

В 1920—1924 годах Кошта Гомиш получил начальное образование в Шавише и, так как материальное положение семьи было тяжелым, в 1925 году, в возрасте 11 лет, был отправлен на учёбу в Военный колледж в Лиссабон.
Хотя Франсишку да Кошта Гомиш тяжело переживал вынужденную разлуку с семьёй, его учёба продвигалась успешно. В 1931 году он окончил Военный колледж, поступил в португальскую армию, с 18 июля 1931 года служил сержантом в 9-м кавалерийском полку, с 1933 года обучался на кавалерийских курсах, а 1 ноября 1935 года принёс присягу и получил звание алферса (прапорщика). В 1936 году Кошта Гомиш прошёл обучение в Кавалерийской школе в Торриш-Новаш и в июле был переведен в 3-й кавалерийский полк в Эштремоше, а в 1938 году — в 4-й батальон Национальной республиканской гвардии в Порту. 1 декабря 1939 года он получил звание лейтенанта кавалерии. Во время службы в Порту, Кошта Гомиш, обладавший хорошими аналитическими способностями, поступил на математический факультет Университета Порту, который он с отличием закончил в 1944 году, получив степень бакалавра с отличием. Одновременно, в 1943 году он был направлен на капитанские курсы в Торриш-Новаш. 1 декабря 1944 года Коште Гомишу присвоили воинское звание капитана и направили на Курсы генерального штаба в Главной офицерской школе (порт. Curso do Estado-Maior, da Escola Central de Oficiais, 1944—1948). С 1945 года капитан Кошта Гомиш одновременно служил в 3-м отделе министерства обороны, в 1947 году участвовал в семинаре по ядерной физике во Франции, а в 1948 году был приписан к Генеральному штабу и направлен на службу в штаб-квартиру 3-го военного округа в Коимбру.
В мае 1949 года Кошта Гомиш по приглашению бригадного генерала Энрикиша да Силвы отправился на службу в португальскую колонию Макао на побережье Китая, где завершалась война между коммунистами Мао Цзэдуна и националистами Чан Кайши. Он занял должность заместителя начальника штаба, а в июле был назначен начальником штаба португальского гарнизона в Макао. В его задачу входили разработка и реализация мероприятий по увеличению гарнизона колонии до 6 000 человек. В этом качестве он также наблюдал за ходом Корейской войны.
В 1951 году Кошту Гомиша перевели в 3-й отдел Генерального штаба армии Португалии для изучения мобилизационных возможностей армии в рамках НАТО и Иберийского пакта, а в 1952 году поручили составление правительственного заявления об интеграции в НАТО. 19 декабря 1952 года он получил звание майора, преподавал в Колледже Св. Иоанна (порт. Colégio São João de Deus) в Лиссабоне, в 1953 году был назначен ответственным за реорганизацию португальской армии по стандартам НАТО и в феврале 1954 года направлен представителем Португалии в штаб Верховного главнокомандующего объединенными вооруженными силами НАТО в Атлантике (САКЛАНТ) в Норфолке (США). 11 августа 1955 года Кошта Гомиш получил звание подполковника Генерального штаба и с 1956 года был приписан к 1-му отделу секретариата министерства обороны. В 1956—1958 годах он входил в состав всех португальских делегаций на сессиях Совета НАТО в Париже и координировал планы по использованию атомной энергии в рамках
этого блока.

### Колониальная война

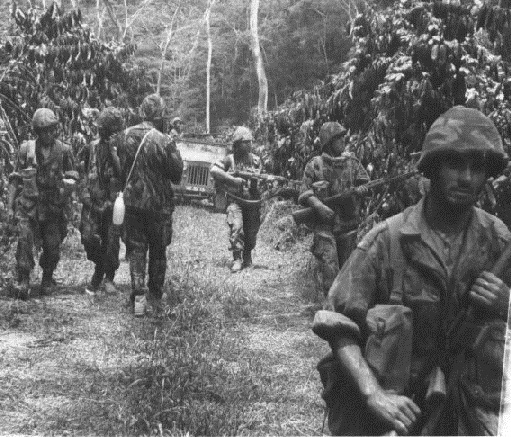
Колониальная война. Португальские солдаты в Анголе.

14 августа 1958 года подполковник Франсишку да Кошта Гомиш был назначен заместителем государственного секретаря по вопросам армии при министре Жулиу Ботельо Монише. На этом посту он инициировал отправку военной миссии во Французский Алжир, где шла война между Францией и Фронтом национального освобождения. Позднее Кошта Гомиш утверждал, что не предвидел, что Португалия в ближайшее время столкнется с полномасштабной войной в колониях и в своем плане реорганизации армии от 4 апреля 1958 года этого не учитывал. В следующем, 1959 году он совершил инспекционную поездку по Португальской Гвинее (2 июля), Сан-Томе и Принсипи (5 июля), Анголе (7 июля — 7 августа) и Кабо-Верде (8 — 12 августа). Во время этой поездки было принято решение сформировать роту егерей в Ламегу (порт. Companhia de Caçadores de Lamego) для борьбы с возможными партизанскими акциями, что и было осуществлено 16 апреля 1960 года. 15 августа 1959 года Кошта Гомиш одобрил план реорганизации вооружённых сил в колониях и в 1960 году посетил анклавы Португальской Индии. 21 ноября 1960 году ему было присвоено звание полковника Генерального штаба.
После попытки государственного переворота (т. н. порт. Abrilada), предпринятой министром обороны Жулиу Ботелью Монишем 13 апреля 1961 года Кошта Гомиш был снят с должности государственного секретаря и назначен командующим 3-м мобилизационным округом со штаб-квартирой в Беже. На следующий год он был переведён командиром 1-го уланского полка в Элваш, одновременно стал профессором, был приписан к Главному штабу сухопутных войск и с ноября 1963 года до 1965 года преподавал на высших офицерских курсах в Институте высших военных исследований (порт. Curso de Altos Comandos do Instituto de Altos Estudos Militares). Вскоре его военная карьера стала постепенно восстанавливаться. В августе 1964 года полковник Кошта Гомиш был назначен инспектором кавалерии, 29 сентября 1964 года получил звание бригадного генерала, а в сентябре 1965 года был отправлен заместителем командующего военным округом Мозамбика, где началась партизанская война, возглавленная ФРЕЛИМО. В 1967 году Кошта Гомиш стал уже командующим округом и 8 ноября 1968 года получил звание полного генерала. В августе 1969 года он был отозван из Мозамбика в Лиссабон, где получил назначение генерал-квартирмейстером армии, ответственным за логистику, однако уже 14 апреля 1970 года был переведен командующим военным округом в Анголу. Как командующий португальскими войсками в Анголе он попытался пойти на переговоры и достигнуть соглашения о прекращении военных действий с повстанческой организацией УНИТА, однако это не дало результата.

### Во главе Генерального штаба. «Революция гвоздик»
12 сентября 1972 года премьер-министр Португалии Марселу Каэтану назначил генерала Франсишку да Кошта Гомиша начальником Генерального штаба армии вместо генерала Венансио Дешландиша и в тот день присвоил ему звание четырёхзвёздного генерала. Теперь на него легло руководство всей португальской армией в условиях колониальной войны. В мае-июне 1973 года генерал Кошта Гомиш вновь посетил Португальскую Гвинею. Тем временем в Португалии и в её армии нарастал конфликт по поводу путей дальнейшего развития страны. В 1973 году, после принятия правительством декретов о «милисиануш», в офицерской среде возникло «Движение капитанов». 26 сентября 1973 года Кошта Гомиш был единственным, кто выступил на Высшем военном совете за пересмотр летних решений о «милисиануш», ущемляющих права боевых офицеров. Раскол в вооруженных силах нарастал. 22 декабря был утвержден пост заместителя начальника Генерального штаба, который занял генерал Антониу ди Спинола, сторонник политического решения проблемы колоний. 18 января 1974 года. Кошта Гомиш совершил поездку в Мозамбик, в город Бейру, где произошли серьёзные инциденты и, после возвращения в Лиссабон дал согласие на публикацию книги генерала ди Спинолы «Португалия и будущее», призывавшей к политическому решению вопроса колоний. 5 марта 1974 года руководители Движения капитанов приняли решение считать ди Спинолу и Кошту Гомиша номинальными лидерами движения.
Через десять дней сложные интриги в правительстве и в среде командования армией привели к тому, что 14 марта 1974 года Кошта Гомиш и Антониу ди Спинола отказались участвовать в церемонии в поддержку правительства Марселу Каэтану и были смещены со своих постов за неблагонадежность.
Через месяц, 14 апреля 1974 года Спинола пригласил Кошта Гомиша к себе и ознакомил его с предложениями Движения капитанов, которое обещало в обмен на поддержку сделать Кошту Гомиша президентом, а Спинолу — начальником генштаба. Кошта Гомиш занял выжидательную позицию, отказался принять участие в движении, но просмотрел его документы.
Тем не менее 25 апреля 1974 года, после Революции гвоздик, генерал Франсишку да Кошта Гомиш стал членом Совета национального спасения и заместителем его председателя — генерала Спинолы. 28 апреля он был вновь назначен начальником Генерального штаба с полномочиями, равными полномочиям главы правительства. В этом качестве он совершил поездки в Анголу (4 мая 1974 года) и в Мозамбик (10 — 13 мая 1974 года), а также с 8 июля 1974 года по май 1975 года формально возглавлял Оперативное командование на континенте (КОПКОН), созданное для руководства вооружёнными силами, дислоцированными в метрополии.

## Президент Португалии
После Сентябрьского кризиса 1974 года президент Антониу ди Спинола был вынужден уйти в отставку и 30 сентября 1974 года генерал Франсишку да Кошта Гомиш был назначен Советом национального спасения президентом Португальской республики. Он сосредоточил в своих руках также посты председателя СНС, главнокомандующего вооружёнными силами и начальника Генерального штаба. В тот же вечер Кошта Гомиш выступил перед народом с балкона президентского дворца «Белен», окружённый министрами кабинета Вашку Гонсалвиша и руководителями Движения вооружённых сил. Затем он обратился к нации по радио и телевидению и заверил, что вооружённые силы обеспечат правительству и народу необходимые условии для строительства нового общества. 1 октября было сформировано II Временное правительство Вашку Гонсалвиша.

### Первые месяцы на посту

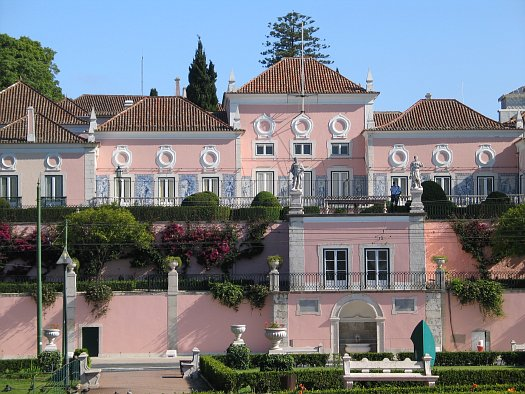
Президентский дворец «Белен» в Лиссабоне

Поскольку полномочия президента Португалии были определены Программой Движения вооружённых сил такими же ограниченными, как и в Конституции свергнутого режима, Франсишку да Кошта Гомиш не мог полностью определять политику государства. Руководство страной находилось в руках правительства и ДВС, за президентом остались общий контроль над ситуацией, командование армией и представительские функции.
Через две недели после назначения Кошта Гомиш совершил свой первый зарубежный визит, посетив США, где стал первым президентом Португалии, выступившим на Генеральной Ассамблее ООН (17 октября). 19 октября он встретился с президентом США Джеральдом Фордом и государственным секретарем Генри Киссинджером для того, чтобы обсудить вопросы развития отношений и получение Португалией финансовой помощи. Кошта Гомиш выразил им свою озабоченность тем, что зарубежная пресса изображала Португалию как коммунистическую или почти коммунистическую страну, пытался разъяснить, что в стране существует режим «народной демократии», но не нашёл понимания. Тем не менее, он согласился сохранить военные базы США на Азорских островах и продолжить переговоры о новом договоре между двумя странами. 10 октября Кошта Гомиш был введён в состав, а 28 октября по должности возглавил созданный для руководства армией «Совет двадцати» (порт. Conselho dos Vinte), куда вошли члены СНС, Государственного совета, II Временного правительства и Координационной комиссии ДВС. 6 декабря он был включён в состав Ассамблеи ДВС (порт. Assembleia de Delegados do MFA) или Ассамблеи двухсот (порт. Assembleia dos Duzentos).

### Революционный курс
10 февраля 1975 года президент Португалии Франсишку да Кошта Гомиш объявил, что выборы в Учредительное собрание, которое должно выработать демократическую конституцию, состоятся уже 12 апреля. Однако переход к конституционному правлению уже скоро столкнулся с множеством препятствий.
В начале весны противоречия в вооружённых силах привели к попытке государственного переворота и ситуация начала выходить из под контроля президента. 12 марта 1975 года Кошта Гомиш, желая спасти отношения с США, поручил министру информации майору Коррейе Жезуину провести пресс-конференцию и опровергнуть заявление генерала Отелу Сарайва ди Карвалью о высылке из страны посла США Фрэнка Карлуччи. Было заявлено, что Карлуччи остается persona grata и его высылка не предполагается.
Но, если отношения с США удалось спасти, то внутри страны Коште Гомишу пришлось согласиться с резким полевением политического курса. 14 марта 1975 года он подписал подготовленный Ассамблеей ДВС декрет № 5/75 об упразднении Совета национального спасения и Государственного совета и сформировании Революционного совета во главе с президентом республики. В тот же день им был подписал и декрет о национализации 7 крупнейших банков страны. 26 марта путём реорганизации было сформировано III Временное правительство, которое вновь возглавил генерал Вашку Гонсалвиш и власть в стране фактически перешла к левому крылу Движения вооружённых сил.
Тем не менее 25 апреля 1975 года в соответствии с Программой ДВС выборы в Учредительное собрание Португалии состоялись на партийной основе и 2 июня Франсишку да Кошта Гомиш лично открыл первую сессию Собрания во дворце «Сан-Бенту». Президент призвал депутатов выработать такой основной закон, чтобы он гарантировал правительственную стабильность и не тормозил развития революции. Было объявлено, что любой из депутатов будет лишен своего мандата в случае пропуска пяти заседаний подряд или после 15-й неоправданной неявки на заседание.
Но созыв Учредительного собрания не разрядил обстановку в Португалии. Радикальные преобразования правительства Вашку Гонсалвиша вызывали в стране ожесточенную полемику. 10 июля Кошта Гомиш выступил по радио и осудил пропагандистскую кампанию прессы против правительства, которую расценил как попытку вызвать раскол в вооружённых силах. Тем не менее, лишившись поддержки партий, 17 июля правительство Вашку Гонсалвиша ушло в отставку. 25 июля чрезвычайная ассамблея ДВС передала всю политическую власть Политической директории в составе трех генералов — президента Кошты Гомиша, премьера Гонсалвиша и генерала ди Карвалью. Решением ДВС Революционный совет превращался в совещательный орган при директории.
Летом 1975 года в основном прекратила существование многовековая Португальская колониальная империя: 25 июня стал независимым Мозамбик, 5 июля — Острова Зелёного мыса, 12 июля была провозглашена независимость Сан-Томе и Принсипи.

### Проблема Вашку Гонсалвиша
8 августа Вашку Гонсалвиш сформировал V Временное правительство на непартийной основе.
Одновременно был опубликован «Документ 9», и президент Кошта Гомиш, который стремился не допустить раскола в ДВС, обвинил его авторов в «раскольнических» действиях. Решением Директории авторы письма были отстранены от исполнения обязанностей в Революционном совете и направлены в распоряжение своих штабов. 24 августа он провел встречу с членами Революционного совета и командирами частей КОПКОН и открыто поддержал правительство. Президентское коммюнике в поддержку Вашку Гонсалвиша было опубликовано 5-м отделом Генерального штаба, после чего посол США Фрэнк Карлуччи попросил аудиенции у Кошты Гомиша. Ему удалось изменить мнение президента и убедить его в том, что поддержка Гонсалвиша хороших результатов не даст. Канцелярия Президента Республики дезавуировала коммюнике, 5-й отдел Генштаба был обвинен в дезинформации и вскоре разогнан. Тогда, стремясь сохранить баланс сил, Кошта Гомиш отправил в отставку правительство, назначил Гонсалвиша начальником Генерального штаба и обратился к Ассамблее ДВС за поддержкой. Но и этот компромисс не устроил оппозицию. «The New York Times» писала 31 августа : 
Президент Франсишку Кошта Гомиш „попал из огня да в полымя“, сместив генерала Вашку Гонсалвиша с поста премьер-министра, но назначив его начальником Генерального штаба Португалии… Президент должен знать, что попытки навязать генерала Гонсалвиша вооруженным силам будут расценены как оскорбление и провокация. Возникает дополнительный вопрос: как президент может верить в то, что Португалия сможет оставаться членом Североатлантического союза, если начальник Генерального штаба идет в одной упряжке с коммунистами и стремится к созданию в Лиссабоне правительства советского типа?.. Президенту Коште Гомишу пора перестать ловчить и пора решительно вступить на столь четко начертанный путь.
Ассамблея ДВС и добровольная отставка Гонсалвиша 5 сентября на время избавили президента от необходимости искать компромисс между ослабшим левым и усилившимся «умеренным» крылом вооруженных сил. 12 сентября Политическая директория была распущена, 19 сентября было приведено к присяге VI Временное правительство во главе с адмиралом Жозе Батиштой Пиньейру ди Азеведу, заявившем о своей приверженности «социализму и демократическому плюрализму».

### Последний кризис
Когда напряжённость в стране несколько ослабла, Кошта Гомиш отправился в очередную зарубежную поездку. В сентябре он посетил Польскую Народную Республику, а из Польши отправился в Советский Союз. 1 октября 1975 года начался первый в истории визит президента Португалии в СССР. Кошта Гомиш встретился с лидером СССР Л. И. Брежневым, побывал в Ленинграде, где посетил Пискарёвское мемориальное кладбище, Смольный и крейсер «Аврору». Он также проявил большой интерес к религиозной жизни России, совершив поездку в Троице-Сергиеву Лавру и встретившись с патриархом Пименом. 4 октября визит был завершен.

В период Ноябрьского кризиса 1975 года Франсишку да Кошта Гомиш вновь пытался найти мирные пути выхода из конфликта разных политических сил. Он отложил вступление в силу приказа о назначении Вашку Лоуренсу командующим Лиссабонским военным округом вместо Отелу Сарайва ди Карвалью. Утром 22 ноября, стремясь разрешить кризис политическим путём, Кошта Гомиш вызвал к себе лидера социалистов Мариу Суариша и два с половиной часа убеждал его создать двухпартийный кабинет из деятелей Португальской социалистической партии и Португальской коммунистической партии. «Вы видите сами, что сегодня нет другого решения, кроме правительства из ПСП и ПКП…», убеждал он Суариша, но тот решительно отказался. Мариу Суариш подозревал президента в тайной помощи коммунистам. Советский исследователь В. И. Суханов отмечал: 
Это выглядело парадоксально: генерал Кошта Гомиш, бывший представитель Португалии в штабе верховного главнокомандующего объединёнными вооружёнными силами НАТО, бывший начальник генерального штаба португальских вооружённых сил при Каэтану, настойчиво убеждал лидера Португальской социалистической партии в срочной необходимости сформировать правительство из социалистов и коммунистов…
 Когда после отказа Суариша политический выход из кризиса стал невозможен, Кошта Гомиш приложил все усилия для сохранения контроля над страной и вооруженными силами. Он руководил развертыванием армии против восставших левонастроенных воинских частей и нейтрализовал сторонников Португальской компартии.

### Переход к гражданскому правлению
22 февраля 1976 года Кошта Гомиш, несмотря на оппозицию Португальской социалистической партии и Народно-демократической партии, официально объявил о признании Народной Республики Анголы. 26 февраля между армией и политическими партиями было заключено соглашение, что новая конституция не будет меняться в течение 4 лет, то есть до 1980 года и 2 апреля Конституция была принята. 24 апреля из тюрем были выпущены офицеры, арестованные во время Ноябрьского кризиса, а 25 апреля 1976 года прошли выборы в новый парламент — Ассамблею республики. Всю ночь шло непрерывное заседание Революционного совета, а газета «Диа» опубликовала заявление президента Кошты Гомиша о том, что новая конституция гарантирует неприкосновенность основных принципов революции — 
Поставить под вопрос эти завоевания означало бы предать революцию и обмануть народ.
 Выборы прошли в спокойной обстановке и президент заявил, что удовлетворен их итогом: 
Их результаты показывают, что народ Португалии не желает гражданской войны.
 — сказал он.
К этому времени стало ясно, что Кошта Гомиш, больше года маневрировавший между различными политическими течениями, не имеет поддержки новых лидеров ДВС и политических партий и не будет выдвинут кандидатом на президентских выборах 1976 года. 26 апреля группа членов Революционного совета, игнорируя президента, собралась в форте Сан-Жуан ди Барра и определила генерала Антониу Рамалью Эаниша как кандидата в президенты. 27 июня Рамалью Эаниш, получивший поддержку социалистов и социал-демократов, был избран и вечером 14 июля 1976 года в ходе торжественной церемонии Франсишку да Кошта Гомиш передал ему полномочия президента Португальской республики.

### Зарубежные визиты президента Кошты Гомиша
- 16 — 20 октября 1974 года — Соединённые Штаты Америки;
- 4 июня 1975 года — Франция;
- 13 — 16 июня 1975 года — Социалистическая Республика Румыния;
- 1 августа 1975 года Кошта Гомиш от имени Португалии подписал в Хельсинки Заключительный акт Совещания по безопасности и сотрудничеству в Европе;
- 27 — 30 сентября 1975 года — Польская Народная Республика;
- 1 октября — 4 октября 1975 года — СССР;
- 22 октября 1975 года — Италия и Ватикан;
- 22 — 24 октября 1975 года — Социалистическая Федеративная Республика Югославия[29][2].

## После отставки
После отставки Франсишку да Кошта Гомиш был переведён в резерв армии, отошёл от политической деятельности, однако перешел к деятельности общественной. С 1976 года он был членом Португальского Совета мира и сотрудничества, с 1977 года — членом Всемирного совета мира. В 1977 году Кошта Гомиш участвовал в Женевской международной конференции против нейтронного оружия, в 1978 году — в Первой международной конференции по разоружению в Женеве, в 1980 году стал вице-президентом Всемирного Совета Мира, в 1981 году вошел в состав группы «Генералы и адмиралы за мир».
16 декабря 1981 года Коште Гомишу было присвоено высшее в португальской армии звание маршала. Кошта Гомиш был председателем Португальского Совета мира и сотрудничества. В июле 1983 года он участвовал во Всемирной ассамблее за мир, против ядерной войны, в 1984 году — в испано-португальской конференции «За безъядерную Иберию» и в Конференции Движения за мир в Афинах. В 1986 году его деятельность была признана Организацией Объединённых Наций и Генеральный секретарь ООН Хавьер Перес де Куэльяр присвоил ему звание «Посол Мира». В 1997 году Кошта Гомиш стал членом Президиума Международного комитета по миру и воссоединению в Корее (англ. CILRECO – International Liaison Committee for Reunification and Peace in Korea).

## Последние годы и смерть
В 1990-х годах Кошта Гомиш отошел от активной деятельности по возрасту.
Франсишку да Кошта Гомиш скончался 31 июля 2001 года в военном госпитале Лиссабона в возрасте 87 лет. Представители армии заявили, что его смерть была вызвана болезнью легких. Он был похоронен в военном секторе кладбища Алту ди Сан-Жуан в Лиссабоне.

Президент Португалии Жоржи Сампайю заявил, что соотечественники должны отдать Коште Гомишу «дань уважения и признания» несмотря на все противоречивые оценки его деятельности, так как благодаря ему португальцы «избегали конфронтации и вернули Революцию в демократическое русло». Премьер-министр Антониу Гутерриш назвал Кошту Гомиша «одной из фигур, которые оказали наибольшее влияние на переход Португалии к демократии». Мариу Соариш в интервью португальскому радио назвал покойного президента «человеком света и тени, человеком двусмысленным». Бывший лидер ДВС Вашку Лоуренсу отметил важность маршала как переходной фигуры. Британская The Daily Telegraph так отозвалась на смерть Кошты Гомиша в 2001 году — 
Коренастый кавалерийский офицер со склонностью к темным очкам, Кошта Гомиш доказал право называться мастером искусства управления и урегулирования, в то время, как различные течения боролись за власть после падения диктатуры.

## Частная жизнь
8 декабря 1952 года в Виана-ду-Каштелу Кошта Гомиш женился на Марии Эштеле Велозу ди Анташ Варежан (порт.  Maria Estela Veloso de Antas Varejão, род. 23.03.1927), имел единственного сына Франсишку (ум.12.01.1991,Лиссабон). Отмечали его скромность, осторожность, принципиальность и стремление искать компромиссы, насколько это было возможно. Став президентом, Кошта Гомиш отменил в президентском дворце утвердившиеся при ди Спиноле пышные церемонии. Он непременно посещал обычные уличные кафе, сопровождаемый женой, сыном и единственным телохранителем, которого не имел права отослать. Любил конный спорт и плавание. В среде близких его именовали прозвищем «Шику» (Chico), а в военных и политических кругах, по легенде, иногда называли «пробкой» за умение балансировать и оставаться на плаву.

## Награды
Награды Португалии
| Страна     | Дата                               | Награда                                                   | Награда                                                   | Литеры |
| ---------- | ---------------------------------- | --------------------------------------------------------- | --------------------------------------------------------- | ------ |
| Португалия | 30 сентября 1974 — 14 июля 1976    | Кавалер Тройного ордена как Президент Португалии          | Кавалер Тройного ордена как Президент Португалии          |        |
| Португалия | 30 сентября 1974 — 14 июля 1976    | Гроссмейстер                                              | Военного Ордена Башни и Меча, Доблести, Верности и Заслуг |        |
| Португалия | 2 ноября 1972 —                    | Командор                                                  | Военного Ордена Башни и Меча, Доблести, Верности и Заслуг | ComTE  |
| Португалия | 30 сентября 1974 — 14 июля 1976    | Гроссмейстер ордена Христа                                | Гроссмейстер ордена Христа                                |        |
| Португалия | 30 сентября 1974 — 14 июля 1976    | Гроссмейстер                                              | ордена Святого Беннета Ависского                          |        |
| Португалия | 20 августа 1971 —                  | Гранд-офицер                                              | ордена Святого Беннета Ависского                          | GOA    |
| Португалия | 28 декабря 1953 — 20 августа 1971  | Командор                                                  | ордена Святого Беннета Ависского                          | ComA   |
| Португалия | 16 сентября 1950 — 28 декабря 1953 | Офицер                                                    | ордена Святого Беннета Ависского                          | OA     |
| Португалия | 30 сентября 1974 — 14 июля 1976    | Гроссмейстер Военного ордена Святого Якова и Меча         | Гроссмейстер Военного ордена Святого Якова и Меча         |        |
| Португалия | 30 сентября 1974 — 14 июля 1976    | Гроссмейстер ордена Инфанта дона Энрике                   | Гроссмейстер ордена Инфанта дона Энрике                   |        |
| Португалия | 30 сентября 1974 — 14 июля 1976    | Гроссмейстер ордена Народного образования                 | Гроссмейстер ордена Народного образования                 |        |
| Португалия | 30 сентября 1974 — 14 июля 1976    | Гроссмейстер ордена Колониальной империи                  | Гроссмейстер ордена Колониальной империи                  |        |
| Португалия | —                                  | Золотая медаль «За выдающиеся заслуги» с пальмовой ветвью | Золотая медаль «За выдающиеся заслуги» с пальмовой ветвью | MOSD   |
| Португалия | —                                  | Медаль «За военные заслуги» 1 класса                      | Медаль «За военные заслуги» 1 класса                      | MPMM   |
| Португалия | —                                  | Золотая медаль «За образцовое поведение»                  | Золотая медаль «За образцовое поведение»                  | MOCE   |

Награды иностранных государств
| Страна    | Дата вручения    | Награда                                                                   | Награда                                                                   | Литеры |
| --------- | ---------------- | ------------------------------------------------------------------------- | ------------------------------------------------------------------------- | ------ |
| Бразилия  | 21 ноября 1972 — | Гранд-офицер ордена Южного Креста                                         | Гранд-офицер ордена Южного Креста                                         |        |
| Румыния   | 15 апреля 1976 — | Кавалер ордена Звезды Румынии 1 класса                                    | Кавалер ордена Звезды Румынии 1 класса                                    |        |
| Югославия | 29 апреля 1976 — | Кавалер Большой Югославской звезды                                        | Кавалер Большой Югославской звезды                                        |        |
| Польша    | 7 мая 1976 —     | Кавалер Большого креста ордена Заслуг перед Польской Народной Республикой | Кавалер Большого креста ордена Заслуг перед Польской Народной Республикой |        |
| Франция   | 20 мая 1976 —    | Кавалер Большого креста ордена Почётного легиона                          | Кавалер Большого креста ордена Почётного легиона                          |        |
| Сенегал   | 6 июня 1976 —    | Кавалер Большого креста Национального ордена льва                         | Кавалер Большого креста Национального ордена льва                         |        |

- Золотая медаль Ф.Жолио-Кюри[2].

## Память
Имя Франсишку да Кошта Гомиша увековечено в топонимике Лиссабона, Эворы, Салватерра-ди-Магуша и Вендаш-Новаша.

## Сочинения
- Na Assembleia Geral das Nações Unidas, Lisboa, 1974.
- Balanço do Ano de 1975 e Rumos para uma Sociedade Justa: Comunicação Feita ao País pelo Senhor Presidente da República, Lisboa, 1976.
- Discursos Políticos, Lisboa, 1976.
- Sobre Portugal: Diálogo com Alexandre Manuel, Lisboa, Regra do Jogo, 1979.
- Visages de Corée, Lisboa, s.e., 1981.
- Ecosocialismo, Uma Alternativa Verde para a Europa, em co-autoria com Carlos Antunes e Isabel do Carmo, Lisboa, Divergência, cop. 1990.